# Milan Gaľa
Milan Gaľa (21. ledna 1953 Jarovnice - 1. června 2012 Košice) byl slovenský politik za KDH, později za SDK a SDKÚ-DS, po sametové revoluci československý poslanec Sněmovny národů Federálního shromáždění, od 90. let poslanec Národní rady SR, počátkem 21. století poslanec Evropského parlamentu.

## Biografie
V roce 1976 vystudoval Lékařskou fakultu Univerzity Pavla Jozefa Šafárika v Košicích. V roce 1980 složil atestaci ze stomatologie. Po sametové revoluci se politicky angažoval. V roce 1990 se stal členem Okresního národního výboru v Prešově. Od roku 1990 až do roku 2002 byl členem zastupitelstva v obci Lipany (v roce 1990 tu zastával i post místostarosty). Ve volbách roku 1992 byl za KDH zvolen do slovenské části Sněmovny národů. Ve Federálním shromáždění setrval do zániku Československa v prosinci 1992.
V slovenských parlamentních volbách roku 1994 byl zvolen do Národní rady SR. Setrval zde do roku 1998. Opětovně se v slovenském parlamentu objevil po slovenských parlamentních volbách roku 2002. Působil na postu místopředsedy výboru pro zdravotnictví. V NR SR zůstal do roku 2004. Ve volbách do Evropského parlamentu na Slovensku roku 2004 byl zvolen do Evropského parlamentu.
V roce 1994 se stal předsedou krajské organizace KDH. Později se podílel na vzniku politických stran SDK a SDKÚ. Byl poradcem premiéra Mikuláše Dzurindy pro zdravotnictví. V roce 2001 se stal členem centrálních orgánů SDKÚ. V krajských volbách roku 2001 byl zvolen do zastupitelstva Prešovského kraje. Tento mandát obhájil i v následujících volebních obdobích a zastával ho až do své smrti. Publikoval dvě sbírky aforismů. Deník SME ho označil za gentlemana slovenské politiky.
V parlamentních volbách roku 2012 kandidoval do Národní rady SR za SDKÚ. Nebyl ale zvolen. Zemřel náhle v červnu 2012, když během jízdy autem dostal srdeční infarkt poblíž chatové osady Girbeš na okraji Košic.